# Узана II
Узана II (*бірм. ဥဇနာာ; 1325 — 1364) — останній володар царства Пінья у червні—вересні 1364 року.

## Життєпис
Походив з шанської М'їнсаїнської династії. Старший син Чавсви I і Атули Сандадеві (доньки паганського царя Сохніта). Народився 1325 року в Пінле. Перебрався до Піньї у 1344 році, коли батько здобув повну владу в державі. Відомо, що хворів на ноги, але що за хвороба у нього була невідома. Ймовірно вона зрештою призвела до паралізації кінцівок, внаслідок чого спадкоємцем держави став брат Узани — Чавсва.
Протягом наступник 15 років мешкав у царському палаці. 1364 року після поразки й повалення його брата Наратху шанськими військами Сі Кефа, правителем Маунг Мао, оголошений новим володарем Піньї. Одружився з Со Омму (дружиною Наратху) та Со Сала (з династії Сікайн). Втім фактична влада перебувала у знаті. До того ж більшість володінь грабували шани. У вересні 1364 року Тадомінб'я, правитель Ави, перед тим відбивши напади шанів, атакував володіння Узани II, якого зрештою повалив та стратив, а землі останнього приєднав до своїх.